# Aeroportul Schoolcraft County
Aeroportul Schoolcraft County (IATA: ISQ, ICAO: KISQ, FAA LID: ISQ) este un aeroport din Comitatul Schoolcraft, Michigan, Michigan, Statele Unite ale Americii ce deservește zona Manistique. Aeroportul a fost tranzitat în 2017 de 10 pasageri.
Situat la o altitudine de 208 m, aeroportul dispune de 2 piste.

## Infrastructură

### Piste
Aeroportul dispune de 2 piste. Pista 01/19 are suprafața de asfalt și dimensiunile 2.501 picioare × 50 picioare. Pista 10/28 are suprafața de asfalt și dimensiunile 5.001 picioare × 100 picioare. 